# عبد الجبار الحمود
عبد الجبار بن عبد الرّزّاق الحمود (ولد في سنة 1996م) هو طالب سعودي مبتعث في جامعة بوسطن الأمريكية. شارك عبد الجبار في مسابقة إنتل الدولية للعلوم والهندسة في 2015 عن بحثه بعنوان «استخدام فيروس TRV عن طريق تحرير الجينوم باستخدام نظام CRISPR/Cas9» وفاز بجائزة "Dudley R. Herschbach SIYSS Award" وكُرِّمَ على بحثه. قامت وكالة ناسا في 10 يناير 2015 بتكريم عبد الجبار بإطلاق اسمه على كويكب 31926 الحمود (بالإنجليزية: 31926 Alhamood)‏ الواقع في حزام الكويكبات والمكتشف في سنة 2000م.